# 潭子交流道 (國道4號)
潭子交流道為國道四號的交流道，位於臺灣臺中市潭子區，指標為26k，連接道路為潭子聯絡道、豐原聯絡道；潭子聯絡道可連接豐興路（中89線）、福貴路，豐原聯絡道可連接仁愛路（中86線）、旱溪路、祥和東路、豐原大道。 
|              | 26 潭子 | 潭子 |
| 豐原大道二段 | 26 潭子 |      |

## 鄰近公路
- 中86線
- 中86-1線
- 中89線
- 中89-1線

## 外部連結
- 國道四號潭子交流道、潭子系統交流道示意圖 （页面存档备份，存于）（交通部高速公路局）